# Don't Worry Darling
Don't Worry Darling är en amerikansk psykologisk thriller från 2022 i regi av Olivia Wilde. Filmen hade sin första premiärvisning på Filmfestivalen i Venedig den 5 september 2022, för att sedan ha officiell biopremiär den 23 september 2022. Huvudrollerna spelas av bland andra Florence Pugh och Harry Styles.

## Handling
Alice och Jack har turen att bo i det idylliska samhället Victory, en experimentell företagsstad för de män som jobbar med det topphemliga Victory-projektet och deras familjer. 1950-talets samhällsoptimism försvaras av deras VD, Frank – lika delar företagsvisionär och livscoach – och genomsyrar allt i det dagliga livet i den tätt sammanknutna ökenutopin.
Medan männen tillbringar varje dag på Victory-projektets högkvarter, med "utveckling av progressiva material", tillbringar kvinnorna – inklusive Franks eleganta partner Shelley – dagarna med skönhet, lyx och utsvävningarna i samhället. Livet är perfekt, där alla boendes behov tillgodoses av företaget. Allt de begär är diskretion och förebehållslöst engagemang till Victory-projektet.
När sprickor i den idylliska tillvaron dyker upp och avslöjar glimtar av något hotfullt bakom den attraktiva fasaden, kan Alice inte göra annat än att ifrågasätta vad de faktiskt gör i Victory, och varför. Hur mycket är Alice villig att offra för att avslöja vad det är som egentligen pågår i paradiset?

## Rollista
- Florence Pugh – Alice Chambers
- Harry Styles – Jack Chambers
- Olivia Wilde – Bunny
- Gemma Chan – Shelley
- KiKi Layne – Margaret
- Sydney Chandler – Violet
- Nick Kroll – Dean
- Chris Pine – Frank
- Asif Ali – Peter
- Kate Berlant – Peg
- Timothy Simons – Dr. Collins
- Douglas Smith – Bill
- Ari'el Stachel – Ted
- Dita von Teese – sig själv